# Ballendorf (Bad Lausick)
Ballendorf ist ein Ortsteil der Stadt Bad Lausick im sächsischen Landkreis Leipzig. Er wurde am 1. März 1994 eingemeindet. 

## Geografie

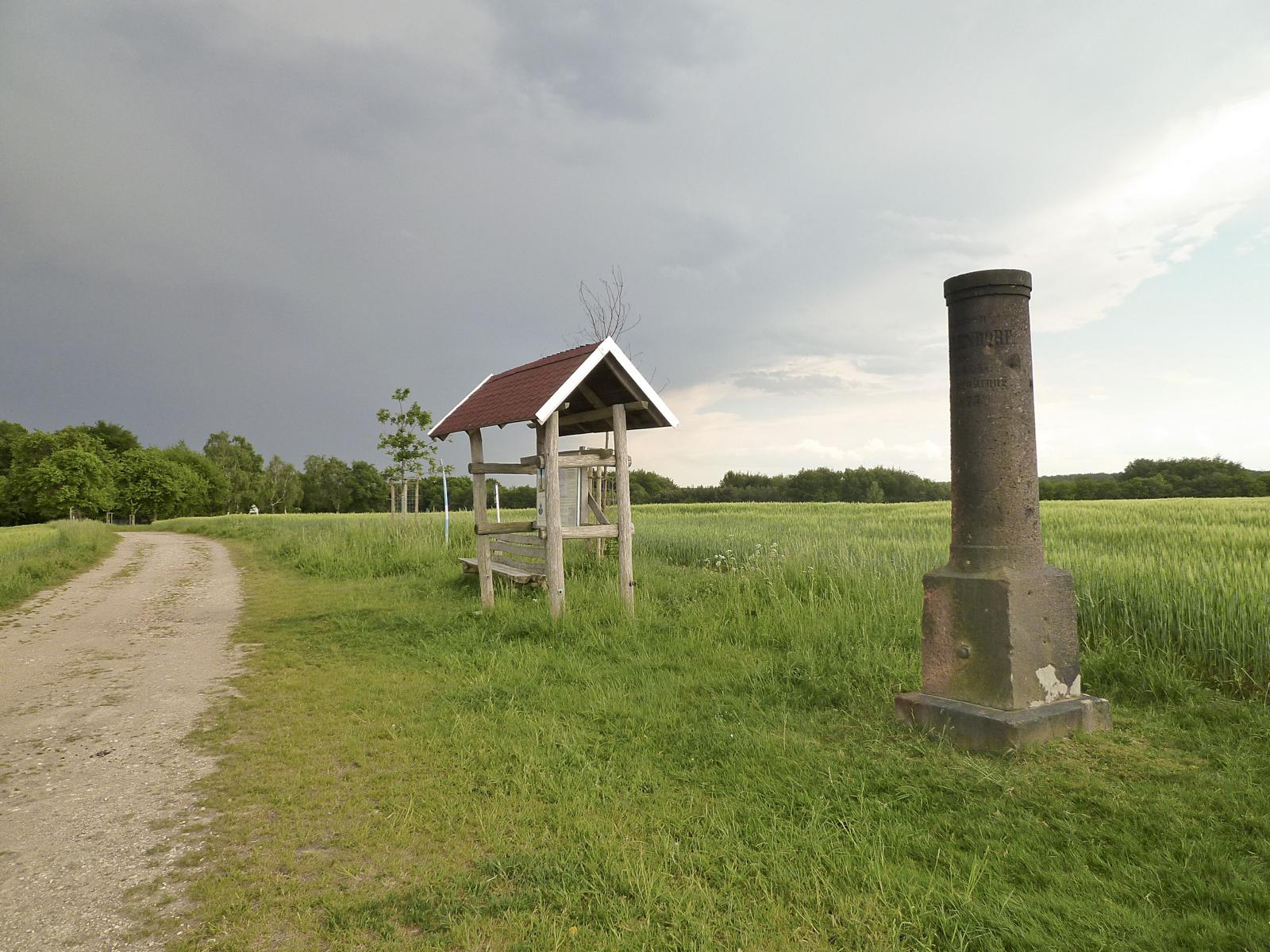
Königlich-Sächsische Triangulirung, Station 108 Ballendorf mit Informationstafel

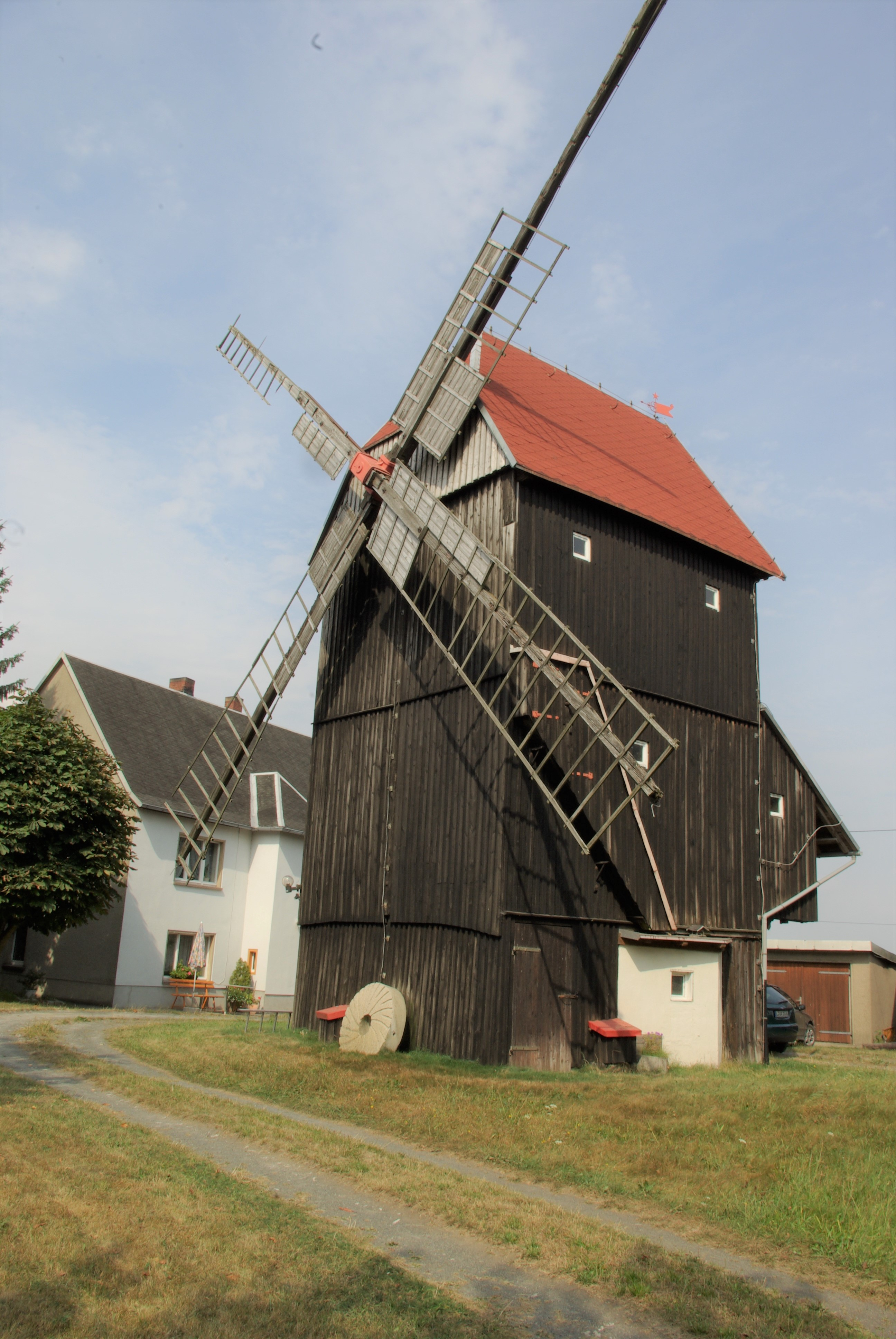
Bockwindmühle Ballendorf

### Geografische Lage und Verkehr
Ballendorf befindet sich an der Bundesstraße 176 zwischen Bad Lausick im Westen und dem Colditzer Forst im Osten. Nordöstlich des Orts befindet sich das Quellgebiet der Parthe.

Im öffentlichen Nahverkehr ist Ballendorf über die Haltestellen Ballendorf und Alte Dorfstraße mit folgenden Linien erreichbar:
- 608 (RBL): Ballendorf – Glasten – Kleinbardau – Großbardau
- TaktBus 613 (RBL): Colditz – Schönbach – Glasten – Ballendorf – Bad Lausick

### Nachbarorte
| Etzoldshain  |                                             | Glasten         |
| Reichersdorf | Kompassrose, die auf Nachbargemeinden zeigt | Glastener Forst |
| Buchheim     | Colditzer Forst (zu Colditz)                |                 |

## Geschichte

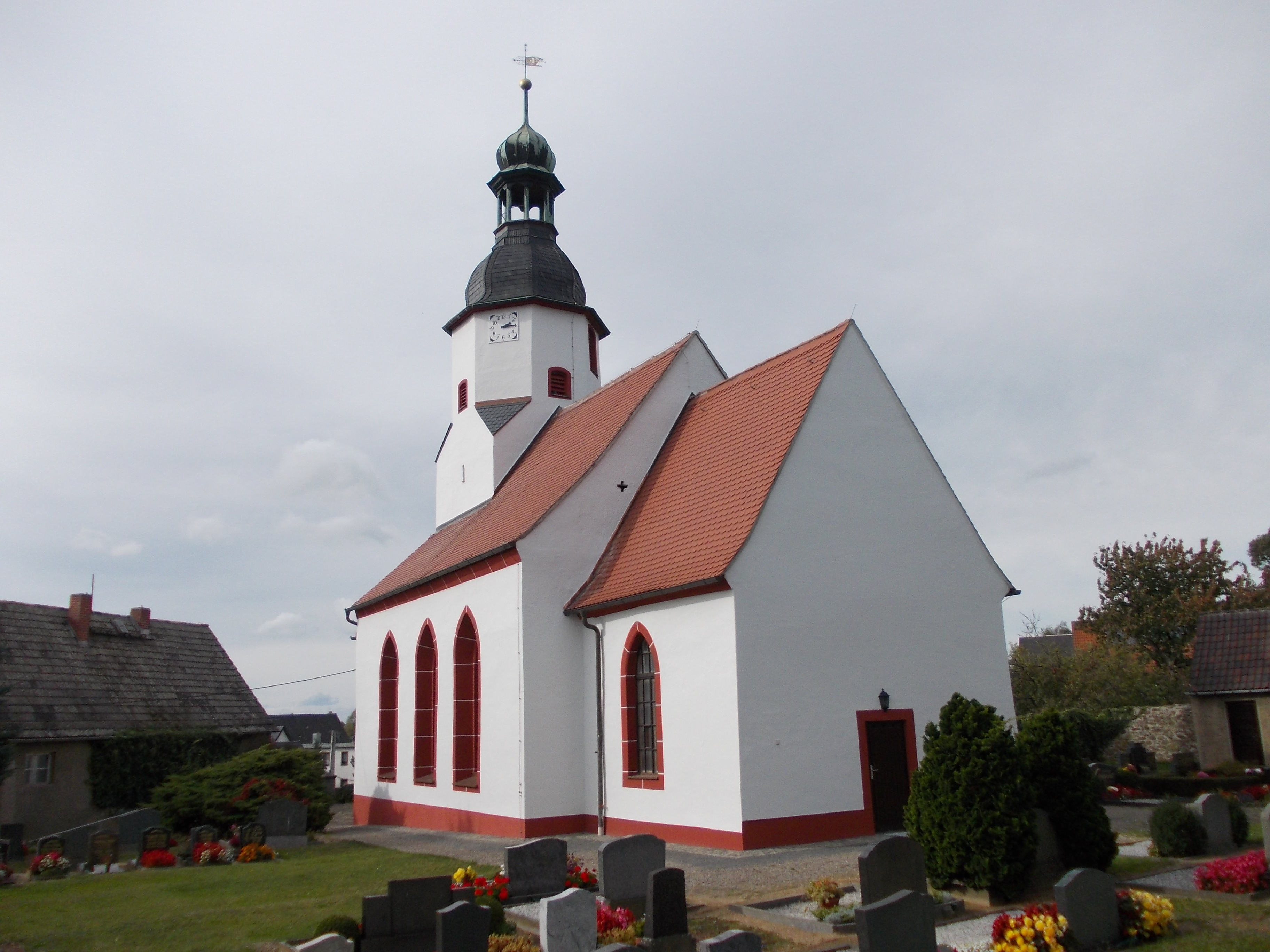
Kirche Ballendorf

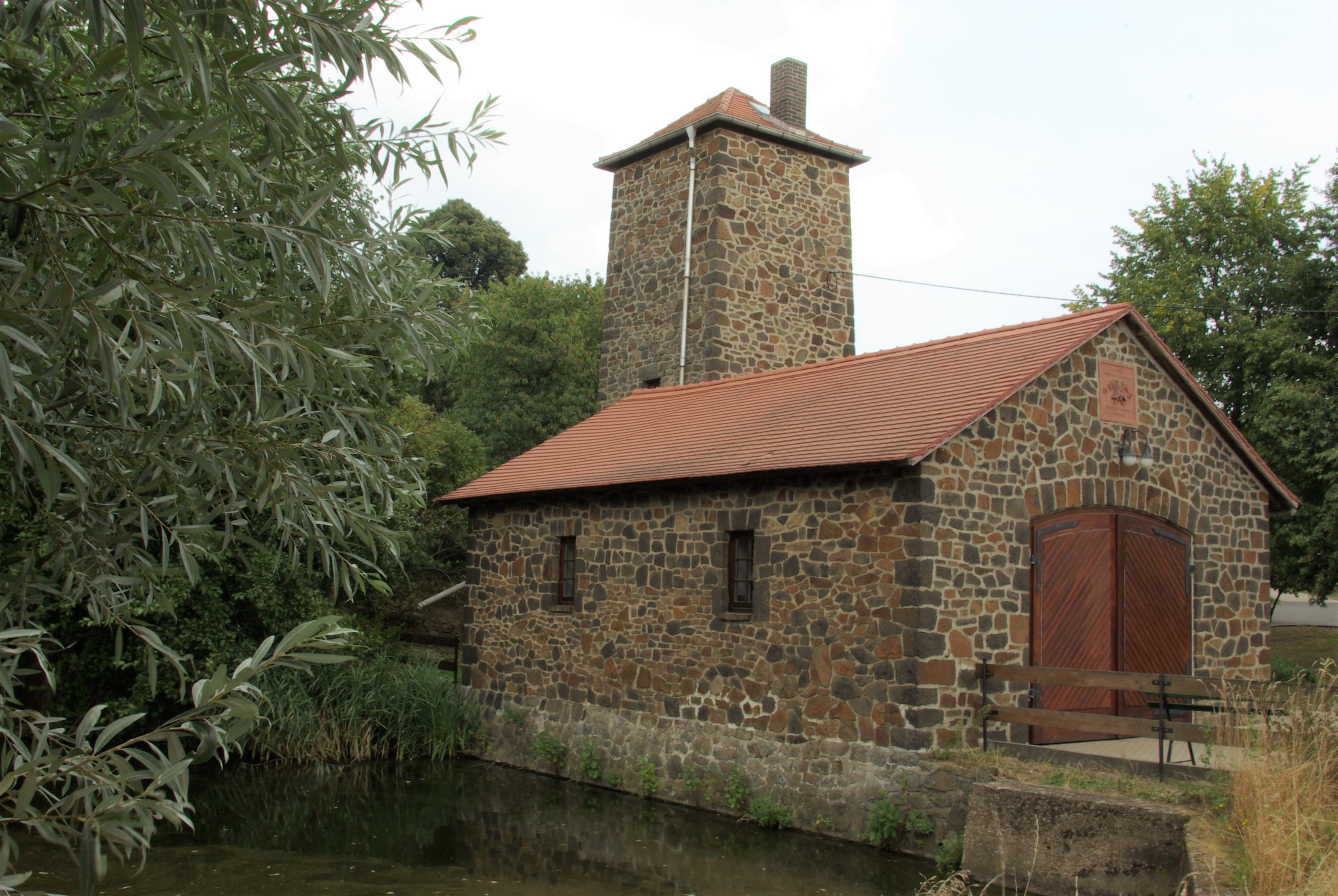
Ballendorf, Spritzenhaus mit Schlauchturm

Das Straßenangerdorf Ballendorf wurde im Jahr 1368 als Baldendorf erwähnt. Die Kirche des Orts wurde bereits um 1500 erwähnt. Bezüglich der Grundherrschaft unterstand Ballendorf als Amtsdorf bis 1856 dem kurfürstlich-sächsischen bzw. königlich-sächsischen Amt Colditz. Um 1548 unterstand ein Anteil auch der Pfarre zu Ballendorf. Bei den im 19. Jahrhundert im Königreich Sachsen durchgeführten Verwaltungsreformen wurden die Ämter aufgelöst. Dadurch kam Ballendorf im Jahr 1856 unter die Verwaltung des Gerichtsamts Lausick und 1875 an die neu gegründete Amtshauptmannschaft Grimma.
Durch die zweite Kreisreform in der DDR im Jahr 1952 wurde die Gemeinde Ballendorf dem Kreis Grimma im Bezirk Leipzig angegliedert. Am 1. Januar 1974 erfolgte die Umgliederung in den Kreis Geithain im Bezirk Leipzig, der der ab 1990 als sächsischer Landkreis Geithain fortgeführt wurde. Die Rückgliederung in den Landkreis Grimma erfolgte am 1. Januar 1994. Drei Monate später wurde Ballendorf am 1. März 1994 nach Bad Lausick eingemeindet. Als Ortsteil von Bad Lausick kam Ballendorf am 1. August 1994 zum Muldentalkreis, der 2008 im Landkreis Leipzig aufging.